# Desfiladero del Borgo
El desfiladero del Borgo, Collado de Borgo o Paso de Borgo, también conocido como el Paso Tihuța (rumano: Pasul Tihuța; húngaro: Borgo o Burgo) es un puerto de montaña de Rumanía situado en las montañas Bârgău, en los Cárpatos orientales, que comunica las ciudades de Bistriţa (Transilvania) con Vatra Dornei (Bukovina, Moldavia). 
El desfiladero, popularizado por la novela de Bram Stoker Drácula, ya que era la entrada a los dominios del Conde Drácula, está situado a una altitud de 1201 metros.
Las carreteras europeas E58 y la carretera nacional DN17, la principal vía de conexión entre Transilvania y Moldavia, atraviesan este puerto de difícil acceso para los montañeros a lo largo de la historia. En el desfiladero se encuentra la población de Piatra Fântânele, Bistrița-Năsăud.